# Ava Rocha
Ava Rocha, all'anagrafe Ava Patrya Yndia Yracema Gaitan Rocha (Rio de Janeiro, 21 marzo 1979), è una cantautrice, compositrice e attrice brasiliana.

## Biografia
Nata a Rio de Janeiro, è figlia del regista Glauber Rocha e dell'artista Paula Gaitán, nonché sorella di un altro regista, Eryk Rocha. Ha mosso i primi passi in teatro, con la compagnia del Teatro Oficina di San Paolo con cui nel 2006 ha esordito come attrice. Ha iniziato la carriera musicale nel 2008 con una band che portava il suo nome, "AVA", con cui ha pubblicato il primo album nel 2011.
Nel 2015 ha inciso il suo primo album solista, Ava Patrya Yndia Yracema, grazie al quale ha vinto il Premio Multishow come artista rivelazione dell'anno e il Troféu APCA dell'Associação Paulista de Críticos de Arte nella stessa categoria. L'album è stato inoltre incluso nella lista dei migliori album del 2015 pubblicata dal New York Times.
Nel 2018 ha pubblicato il secondo disco, Trança, lanciato dal singolo Joana Dark.

## Vita privata
È sposata con il cantautore e compositore Negro Leo, che è stato autore per lei di alcuni brani tra cui il singolo Você Não Vai Passar, vincitore nel 2015 del Premio Multishow nella categoria "Novo Hit".

## Discografia

### Con gli AVA
- 2011 - Diurno

### Da solista
- 2015 - Ava Patrya Yndia Yracema
- 2018 - Trança